# Pardosa pseudoannulata
Pardosa pseudoannulata là một loài nhện trong họ Lycosidae.
Loài này thuộc chi Pardosa. Pardosa pseudoannulata được Friedrich Wilhelm Bösenberg & Embrik Strand miêu tả năm 1906.

## Hình ảnh

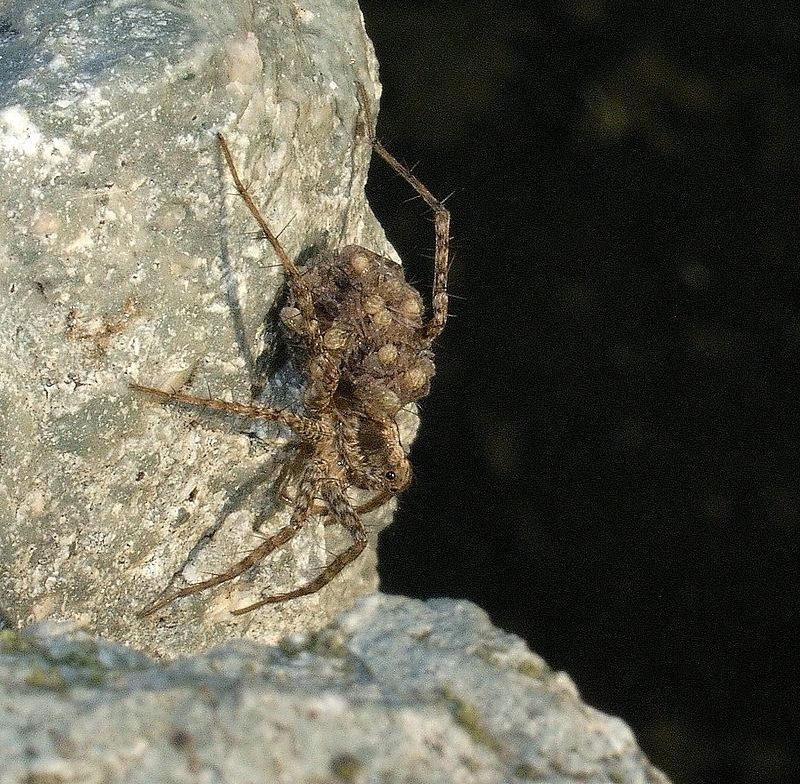
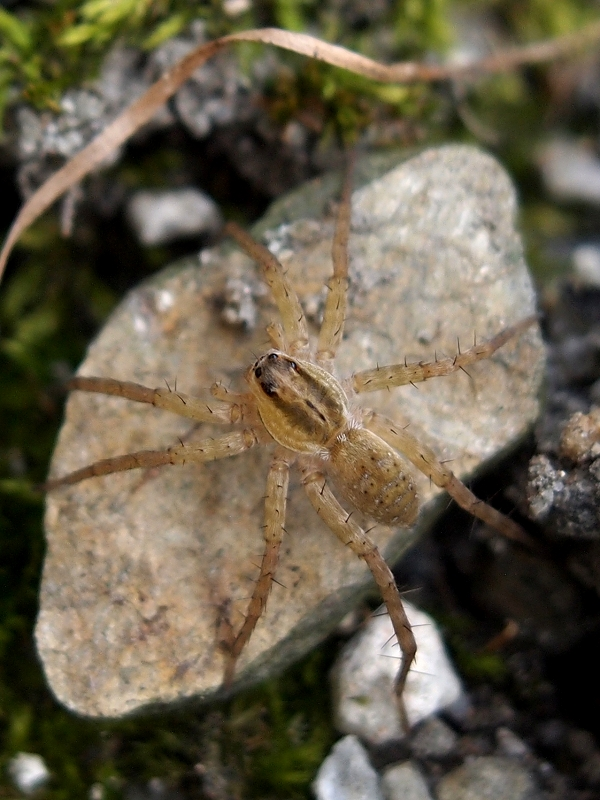
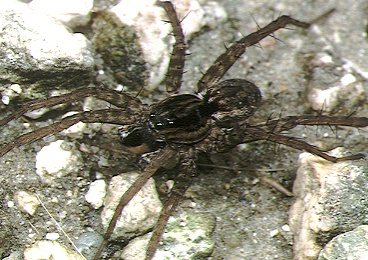